# Лурье, Юлий Сергеевич
Юлий Сергеевич Лурье́ (1904, Могилёв — 1982) — советский учёный и инженер, организатор цементного производства.

## Биография
В 1928 году окончил ЛПИ имени М. И. Калинина, работал на Невьяновском цементном заводе сменным инженером, начальником печного цеха, заведующим лабораторией.
С 1932 года — директор Ленинградского цементного завода, главный инженер и заместитель управляющего трестом Росцемент. В 1939—1940 годах — заместитель главного инженера, в 1940—1962 годах — директор института Гипроцемент. В 1940—1942 годах по совместительству главный редактор журнала «Цемент».
Был инициатором и участником разработок нового оборудования для цементных заводов, в том числе мощных вращающихся печей длиной 150 и 185 м, занимался усовершенствованием процессов обжига клинкера.
При нём и под его руководством были созданы отделения Гипроцемента в Харькове, Новороссийске и Новосибирске, преобразованные затем в самостоятельные институты.
В 1962—1974 годах — заведующий кафедрой ЛХТИ имени Ленсовета. С 1974 года на пенсии.
Кандидат технических наук, опубликовал более 100 научных работ. Его монография «Портландцемент» выдержала два издания (1959, 1963).

## Награды и премии
- Сталинская премия второй степени (1950) — за разработку усовершенствованного технологического процесса и оборудования для высокопроизводительного цементного завода с мощными вращающимися печами
- Сталинская премия (1952) третьей степени — за разработку и внедрение водяного охлаждения корпусов вращающихся цементно-обжигательных печей
- орден «Знак Почёта»
- медаль «За доблестный труд в Великой Отечественной войне 1941—1945 гг.»
- знак «Отличник МПСМ СССР».

## Монографии
- Технология портланд-цемента. — Л.—М.: Главная редакция строительной литературы, 1936.
- Дробление и помол в цементной промышленности. — М.: Стройиздат, 1948 и М.: Промстройиздат, 1951.
- Concasarea şi măcinarea in industria cimentului. — Бухарест: Editura Tehnica, 1950.
- Zúzás és őrlés a cementiparban. — Будапешт: Nehézipari könyv- és folyóiratkiadó vállalat, 1952.
- Способы производства и технологическое оборудование для вновь строящихся и реконструируемых цементных заводов. — Л., 1958.
- Портландцемент. — М.: Государственное издательство литературы по строительству, архитектуре и строительным материалам, 1959 и Л.: Стройиздат, 1963.
- Portlandský cement. — Прага: Státní nakl. technické literatury; Братислава: Slovenské vyd-vo technickej literatúry, 1963.